# Tour Beast Or Not Tour Beast
Tour Beast Or Not Tour Beast es un tour de la banda de Hard rock Lordi, que comenzó el 3 de abril de 2013. La gira solo contempló países de Europa y un concierto en Japón, terminando en Alemania el 30 de diciembre.
Tour Beast Or Not Tour Beast:
- 3 de abril - Markthalle, Hamburgo, Alemania
- 4 de abril -  Autohof Strohofer, Geiselwind, Alemania
- 5 de abril - Kaminwerk, Memmingen, Alemania
- 6 de abril - TV Turnhalle Bieber, Offenbach-Bieber, Alemania
- 7 de abril - Alte Seilerei, Mannheim, Alemania
- 9 de abril - L’Émpreinte, F-Savigny-Le-Temple, Francia
- 11 de abril - Essigfabrik, Köln, Alemania
- 12 de abril - VAZ, Burglengenfeld, Alemania
- 13 de abril - Hellraiser, Leipzig, Alemania
- 14 de abril - K 17, Berlín, Alemania
- 16 de abril - Z 7, Pratteln, Suiza
- 18 de abril - ZR Club, Bolonia, Italia
- 19 de abril - Orion Club, Roma, Italia
- 20 de abril - New Age Club, Treviso, Italia
- 21 de abril - Alcatraz, Milán, Italia
- 23 de abril - Sala Vintage, Valencia, España
- 25 de abril - Penelope, Madrid, España
- 26 de abril - Sala Tottem, Pamplona, España
- 27 de abril - Razzmatazz 2, Barcelona, España
- 28 de abril - Sala Hangar, Burgos, España
- 30 de abril - Trix, Antwerpen, Bélgica
- 1 de mayo - De Pul, Uden, Países Bajos
- 2 de mayo - Button Factory, Dublín, Irlanda
- 4 de mayo - Limelight 1, Belfast, Reino Unido
- 5 de mayo - The Garage, Aberdeen, Reino Unido
- 6 de mayo - Warehouse 23, Wakefield, Reino Unido
- 8 de mayo - Ritz, Manchester, Reino Unido
- 9 de mayo - The Picture House, Edimburgo, Reino Unido
- 10 de mayo - The Institute, Birmingham, Reino Unido
- 11 de mayo - Rock City, Nottingham, Reino Unido
- 12 de mayo - The Forum, Londres, Reino Unido
- 18 de mayo - Viking Grace, Turku, Finlandia
- 23 de junio - Hellfest, Clisson, Francia
- 29 de junio - Malo Jaroslav Motofest, Rusia
- 12 de julio - Bang Your Head Festival, Balingen, Alemania
- 13 de julio - Masters of Rock, Vizovice, República Checa
- 20 de julio - Narva Bike Week, Narva, Estonia
- 26 de julio - Skogsröjet, Rejmyre, Suecia
- 19 de octubre - Loud Park Festival, Saitama, Japón
- 5 de diciembre - Meet Factory, Praga, República Checa
- 6 de diciembre - Master Of Rock Cafe, Zlin, República Checa
- 7 de diciembre - MsKC, Žiar nad Hronom, Eslovaquia
- 8 de diciembre - Kwadrat, Cracovia, Polonia
- 11 de diciembre - Le Fil, St. Etienne, Francia
- 13 de diciembre - Backstage, Múnich, Alemania
- 14 de diciembre - Europahalle, Karlsruhe, Alemania
- 15 de diciembre - Conrad Sohm, Dornbirn, Austria
- 16 de diciembre - Arena, Viena, Austria
- 17 de diciembre - Petofi Hall, Budapest, Hungría
- 19 de diciembre - Z 7, Pratteln, Suiza
- 20 de diciembre - Schleyer-Halle, Stuttgart, Alemania
- 21 de diciembre - Hessenhalle, Giessen, Alemania
- 22 de diciembre - Alter Schlachthof, Dresde, Alemania
- 26 de diciembre - Ringlokschuppen, Bielefeld, Alemania
- 27 de diciembre - Stadthalle, Fürth, Alemania
- 28 de diciembre - Ruhrcongress, Bochum, Alemania
- 29 de diciembre - Pier 2, Bremen, Alemania
- 30 de diciembre - Metropolishalle, Potsdam, Alemania